# Rouvres-les-Bois
Rouvres-les-Bois település Franciaországban, Indre megyében. Lakosainak száma 278 fő (2022. január 1.). Rouvres-les-Bois Aize, Baudres, Bouges-le-Château, Buxeuil, Fontenay, Guilly, Poulaines és Vicq-sur-Nahon községekkel határos.

## Népesség
A település népessége az elmúlt években az alábbi módon változott:
| Lakosok száma | 559  | 425  | 381  | 340  | 311  | 297  | 286  | 276  | 273  | 278  |
|               | 1968 | 1982 | 1990 | 2006 | 2013 | 2015 | 2017 | 2019 | 2020 | 2022 |